# Plumasite
La plumasite è una roccia filoniana appartenente alla famiglia delle dioriti e costituita da oligoclasio e corindone.
È detta anche corindone ultramafico.

## Struttura
Il componente principale è un plagioclasio, con componenti secondari quali anfibolo, fuchsite, tormalina e biotite. Per genesi può considerarsi analoga alle anortosite, cioè formate per concentrazione di cristalli di plagioclasio separati da un magma dioritico.

## Località di rinvenimento
In Italia è presente nella Valle Sessera, nei pressi di Biella insieme ad altre rocce corindonifere affini. 
Rocce di composizione molto simile presenti in località del Sudafrica, hanno struttura pegmatitica, sia nella grana cristallina insolitamente grossa, sia nella zonatura mineralogica presente nei filoni, nei quali il corindone si concentra nella parte centrale.